# Плеяда (литература)
„Плеяда“ (на френски: La Pléiade) е название на поетическо обединение във Франция през XVI в. с водещи фигури Пиер дьо Ронсар и Жоашен дю Беле.

## Име
През 40-те години на XVI в. във Франция е създадено творческо обединение на млади поети хуманисти. Първоначално те се самоназовават Бригада. През 1553 г. приемат наименованието Плеяда, заимствано от група древногръцки поети от III в., ръководени от Теокрит. По подобие на античната, и ренесансовата Плеяда е съставена от седем поети, поради което е използвано името на съзвездието Плеяда, оформено от седем ярки звезди.

## Членове
Кръгът постепенно започва да се оформя около Пиер дьо Ронсар като повечето от участниците са негови съмишленици от колежа Кокре – Антоан дьо Баиф, Тюрнеб, Мюре, Жодел, Реми Бело, Понтюс дьо Тиар. Обединението на поетите под първоначалното им название Бригада се случва през 1548 г. при срещата на Ронсар с Жоашен Дю Беле. Двамата се превръщат във водещи фигури за групата. В окончателния си вид, и вече под името Плеяда, седморката включва Ронсар, Дю Беле, Етиен Жодел, Реми Бело, Антоан дьо Баиф, Понтюс дьо Тиар и Жан Дора. Повечето от тях принадлежат към висшата френска аристокрация.

## Идейно-естетически възгледи
Така сформираният кръг от млади поети хуманисти, чийто идеен двигател е Ронсар, реализира идеологическите принципи на Ренесанса във френската поезия от XVI в. Възгледите на поетите от Плеяда се основават върху възкресяване на античната култура и същевременно утвърждаване на националния език и литература. Основната им задача е да създадат език и поезия достойни за нова Франция.
Периодът 1550 – 1560 г. е десетилетието на най-голям подем в творческата дейност на Плеядата. Като основни за творчеството си форми те използват одата, сонета, Ронсар съчинява и редица еклоги, следвайки античните образци, а Етиен Жодел е считан за създател на френската ренесансова драма.

## Манифестът
През 1549 г. излиза трактатът на Дю Беле, който е възприет и като манифест на групата, известен под името „Защита и прослава на френския език“ („La Défense et illustration de la langue française“). В създаването му активно участие взима и Ронсар. Манифестът се състои от две части – първата посветена на езика, а втората на поетиката. По-късно Ронсар допълва някои от принципите заложени в трактата в предговора си към епическата поема „Франсиада“ и в „Наръчник по поетическо изкуство“. 

В частта, засягаща езика, са изложени възгледите на автора, споделяни от цялата група, за обогатяването на френския език посредством заемки от старогръцки и латински. Ронсар споделя и становището, че обогатяването на френския език може да стане и чрез възприемане на диалектни думи, а също и чрез създаване на неологизми. Относно поетиката (втората част на трактата) Дю Беле настоява средновековните жанрове като рондо, балада, кралска песен да бъдат отхвърлени и да бъдат следвани антични (ода, елегия, епиграма и др.) и италиански ренесаносови (сонет) образци.

## Място в ренесансовата култура
Ренесансът като културно-историческа епоха се заражда във Флоренция и постепенно обхваща Западна, Централна и Северна Европа. Ренесансът в литературата започва с Данте, продължава с Петрарка, Бокачо, Лудовико Ариосто, Торквато Тасо. За разлика от италианския Ренесанс, който трае цели две столетия, френския протича доста по-стегнато и се вмества в един век (1515 – 1610 г.).

Френската литература от XVI век се развива под прякото влияние на италианския Ренесанс. В качеството си на монарх Франсоа I съдейства в голяма степен за популяризирането на италианската култура във Франция. Френската литература от този период успява да съхрани националната си самобитност и в историята остават няколко ярки имена на творци с общоевропейско значение. Това са Маргьорит дьо Навар, Клеман Маро (считан за първия значителен френски ренесансов поет), Франсоа Рабле (със своя роман „Гаргантюа и Пантагрюел“ се нарежда сред най-бележитите представители на Високия ренесанс) и Пиер дьо Ронсар (един от най-значимите френски поети не само в рамките на Ренесанса, но и във френската литература). Фигурата на Ронсар е пряко свързана с кръга Плеяда. Той е не просто част от него, а играе и ролята на обединител за групата. Заедно с Дю Беле изпъква като водеща фигура за Плеядата. Влиянието на италианския Ренесанс върху френската литература от XVI век е видимо и при двамата – един от основните им вдъхновители е Петрарка, а може да бъде направен и паралел между техния манифест „Защита и прослава на френския език“ и Дантевия трактат „За народното красноречие“, където Данте утвърждава важността на простонародния език.

## Принос в развоя на литературата
Манифестът на Плеядата е посрещнат с неодобрение от тогавашните литератори. Много от възгледите, отнасящи се към обогатяването на френския език, особено тези на Ронсар, не успяват да се наложат трайно. Въпреки това, Дю Беле и Ронсар с приноса си в развитието на френската национална поезия остават в литературната история като едни от най-значителните френски поети от ренесансовата епоха.